# Sanford (Maine)
Sanford és una població dels Estats Units a l'estat de Maine (EUA). Segons el cens del 2000 tenia 20.806 habitants.

## Demografia
Segons el cens del 2000, Sanford tenia 20.806 habitants, 8.270 habitatges, i 5.449 famílies. La densitat de població era de 168,1 habitants/km².
Dels 8.270 habitatges en un 33,7% hi vivien nens de menys de 18 anys, en un 48,5% hi vivien parelles casades, en un 12,7% dones solteres, i en un 34,1% no eren unitats familiars. En el 27,6% dels habitatges hi vivien persones soles l'11,7% de les quals corresponia a persones de 65 anys o més que vivien soles. El nombre mitjà de persones vivint en cada habitatge era de 2,48 i el nombre mitjà de persones que vivien en cada família era de 3,01.
Per edats la població es repartia de la següent manera: un 26,7% tenia menys de 18 anys, un 8,1% entre 18 i 24, un 29% entre 25 i 44, un 21,8% de 45 a 60 i un 14,4% 65 anys o més.
L'edat mediana era de 37 anys. Per cada 100 dones de 18 o més anys hi havia 90 homes.
La renda mediana per habitatge era de 34.668 $ i la renda mediana per família de 43.021 $. Els homes tenien una renda mediana de 33.115 $ mentre que les dones 24.264 $. La renda per capita de la població era de 16.951 $. Entorn de l'11,1% de les famílies i el 12,8% de la població estaven per davall del llindar de pobresa.

## Poblacions més properes
El següent diagrama mostra les poblacions més properes.